# Jasna Čapo Žmegač
Jasna Čapo Žmegač (Zagreb, 1961.), hrvatska je etnologinja i profesorica francuskoga.

## Životopis
U Zagrebu je studirala etnologiju i francuski jezik s književnošću, gdje je diplomirala na Filozofskom fakultetu. Antropologiju i demografiju je studirala na poslijediplomskom studiju na Berkeleyu u Kaliforniji. Ondje je stekla doktorski naslov 1990. godine.
Danas je znanstvena savjetnica na zagrebačkom Institutu za etnologiju i folkloristiku i redovna profesorica na Hrvatskim studijima Sveučilišta u Zagrebu. Osim rada na zagrebačkom sveučilištu, predavala je i na inozemnim sveučilištima (Provansalskom sveučilištu u Aix-Marseilleu, Bečkom sveučilištu i ljubljanskom Institutum studiorum humanitatis).
Uređivala je časopise Narodnu umjetnost i Etnološku tribinu. Za svoj je rad dobila razne stipendije, među ostalim i stipendiju zaklade Alexandera von Humboldta. 
Danas se bavi etnografijom hrvatskog iseljeništva.
Članicom je stručnih društava kao što su AAA, ADAM, EASA, HED, InASEA, SIEF.

## Djela
- udžbenik Etnografija. Svagdan i blagdan hrvatskoga puka (suautorica), (Državna nagrada za znanost 1998.)
- Vlastelinstvo Cernik, 1991.
- Hrvatski uskrsni običaji, 1997.
- Srijemski Hrvati, 2002.
- zbornik Kroatische Volkskunde/Ethnologie in den Neunzigern,  2001. (suurednica)
- Etnologija bliskoga, 2007. (suurednica)

## Nagrade
1998. Državna nagrada za znanost za udžbeniku Etnografiju.

2007. Godišnju nagradu Milovan Gavazzi za iznimna etnološka postignuća, za knjigu Strangers Either Way.